# 李炯錫
李 炯錫（イ・ヒョンソク、이형석、1909年 - 1991年）は大日本帝国陸軍、大韓民国陸軍の軍人。創氏改名時の日本名は若松 勇作（わかまつ ゆうさく）。

## 経歴
1909年、平安北道宣川郡に生まれる。新義州高等普通学校卒業。四年生の時に米国陸軍士官学校の映画を見たことで陸軍士官学校を志望するようになる。平壌の歩兵第77聯隊で受験し、合格した。一般公募による最初の陸士合格者であった。
1928年、陸軍士官学校に入学。1933年、歩兵科卒業(第45期)、同年10月20日、任歩兵少尉、歩兵第41聯隊附。1935年10月10日、任歩兵中尉。同年、独立歩兵第8大隊附。1938年、国境守備隊第7中隊長、任歩兵大尉。1942年、混成第8旅団参謀、任少佐。終戦時は南方軍第2野戦鉄道司令部附。シンガポールに行き、そこで日本船員が運行していたLSTに乗って台湾を経由して仁川に入港した。台湾では新聞で洪思翊中将が処刑されたことを知ったという。
帰国後は警察に入り、1947年に監察補・運輸管区警察学校校長。1948年、済州警察庁副長。同年12月、韓国陸軍に入隊、任大領(軍番12312番)。1949年3月、護国軍局長、護国軍参謀長。
1949年5月25日、第16連隊長。1949年8月、甕津地区戦闘司令官。1949年10月27日、第7師団参謀長。
1950年、慶尚南道地区青年防衛司令官。同年5月、陸軍歩兵学校教務官。
朝鮮戦争が勃発して7月に第5師団長として全羅南道湖南の防衛に参加。同年9月、陸軍綜合学校戦術課長。
1950年10月16日、忠清南道地区兵事区司令官。
1951年8月、陸軍本部戦史監。
1952年2月、第2軍団参謀長。同年4月15日、第8師団長。5月2日、任准将。
1953年6月18日、第27師団長（初代）。
1954年8月25日、連合参謀本部第1部長、任少将。
1956年6月、陸軍大学卒業、国防部政訓局長。
1956年1月、金昌龍暗殺事件調査員。
1958年3月、第3管区司令官。
貯炭場を借りて毎月100万圜の厚生費を受け、石炭6千トン余りを放出した疑いで辞職を勧告され、1959年4月10日、予備役編入。
予備役後は大韓石炭公社顧問、在郷軍人会副会長、仁川重工業副社長、ボーイスカウト副総裁、国防部戦史編纂委員会委員長。1991年に糖尿病により死去。